# Coppa Italia 2000-2001 (pallavolo femminile)
La Coppa Italia di pallavolo femminile 2000-2001 è stata la 23ª edizione della coppa nazionale d'Italia e si è svolta dal 17 novembre 2000 al 28 gennaio 2001. Alla competizione hanno partecipato 12 squadre e la vittoria finale è andata per la seconda volta consecutiva alla Virtus Reggio Calabria.

## Squadre partecipanti
| - Bergamo - Romanelli - Imola - Modena - Centro Ester - Palermo | - Sirio Perugia - Olimpia Ravenna - Virtus Reggio Calabria - Reggio Emilia - Spezzano - Vicenza |

## Torneo

### Tabellone
|  | Semifinali             | Semifinali             | Semifinali |         |                        | Finale 1º/2º posto     | Finale 1º/2º posto | Finale 1º/2º posto |  |
|  |                        |                        |            |         |                        |                        |                    |                    |  |
|  | Bergamo                | Bergamo                | 3          |         |                        |                        |                    |                    |  |
|  | Bergamo                | Bergamo                | 3          |         |                        |                        |                    |                    |  |
|  | Sirio Perugia          | Sirio Perugia          | 0          |         |                        |                        |                    |                    |  |
|  | Sirio Perugia          | Sirio Perugia          | 0          |         | Virtus Reggio Calabria | Virtus Reggio Calabria | 3                  |                    |  |
|  |                        |                        |            |         | Virtus Reggio Calabria | Virtus Reggio Calabria | 3                  |                    |  |
|  |                        |                        | Bergamo    | Bergamo | 2                      |                        |                    |                    |  |
|  | Virtus Reggio Calabria | Virtus Reggio Calabria | Bergamo    | Bergamo | 2                      | 3                      |                    |                    |  |
|  | Virtus Reggio Calabria | Virtus Reggio Calabria |            |         |                        | 3                      |                    |                    |  |
|  | Modena                 | Modena                 | 1          |         |                        | Finale 3º/4º posto     | Finale 3º/4º posto | Finale 3º/4º posto |  |
|  | Modena                 | Modena                 | 1          |         |                        |                        |                    |                    |  |
|  |                        |                        |            |         |                        |                        |                    |                    |  |
|  |                        |                        |            |         |                        | Modena                 | Modena             | 3                  |  |
|  |                        |                        |            |         |                        | Modena                 | Modena             | 3                  |  |
|  |                        |                        |            |         |                        | Sirio Perugia          | Sirio Perugia      | 0                  |  |

### Risultati

#### Girone A

##### Risultati
| 17 novembre 2000 - ore 17:30 PalaRuggi, Imola | Virtus Reggio Calabria | 3 - 0 | Vicenza                | 25-10, 25-14, 25-21               |
| 17 novembre 2000 - ore 20:30 PalaRuggi, Imola | Reggio Emilia          | 1 - 3 | Imola                  | 21-25, 25-21, 21-25, 15-25        |
| 18 novembre 2000 - ore 17:30 PalaRuggi, Imola | Vicenza                | 3 - 2 | Reggio Emilia          | 25-19, 23-25, 21-25, 25-18, 15-11 |
| 18 novembre 2000 - ore 20:30 PalaRuggi, Imola | Imola                  | 3 - 1 | Virtus Reggio Calabria | 25-15, 25-16, 17-25, 25-23        |
| 19 novembre 2000 - ore 15:00 PalaRuggi, Imola | Virtus Reggio Calabria | 3 - 1 | Reggio Emilia          | 25-14, 21-25, 25-18, 25-18        |
| 19 novembre 2000 - ore 17:30 PalaRuggi, Imola | Imola                  | 0 - 3 | Vicenza                | 19-25, 20-25, 19-25               |

##### Classifica
| Pos. | Squadra                | Pt | G | V | P | SV | SP | Ratio | PF  | PS  | Ratio |
| ---- | ---------------------- | -- | - | - | - | -- | -- | ----- | --- | --- | ----- |
| 1.   | Virtus Reggio Calabria | 6  | 3 | 2 | 1 | 7  | 4  | 1.750 | 250 | 222 | 1.126 |
| 2.   | Imola                  | 6  | 3 | 2 | 1 | 6  | 5  | 1.200 | 246 | 236 | 1.042 |
| 3.   | Vicenza                | 5  | 3 | 2 | 1 | 6  | 5  | 1.200 | 239 | 231 | 1.034 |
| 4.   | Reggio Emilia          | 1  | 3 | 0 | 3 | 4  | 9  | 0.444 | 255 | 301 | 0.847 |

#### Girone B

##### Risultati
| 17 novembre 2000 - ore 17:30 PalaDennerlein, Napoli | Modena       | 3 - 0 | Spezzano     | 25-15, 25-20, 25-17               |
| 17 novembre 2000 - ore 20:30 PalaDennerlein, Napoli | Centro Ester | 3 - 2 | Palermo      | 16-25, 25-19, 30-28, 23-25, 15-6  |
| 18 novembre 2000 - ore 17:30 PalaDennerlein, Napoli | Palermo      | 2 - 3 | Spezzano     | 21-25, 25-19, 22-25, 25-17, 12-15 |
| 18 novembre 2000 - ore 17:30 PalaPanini, Modena     | Modena       | 3 - 1 | Centro Ester | 21-25, 26-24, 25-16, 25-14        |
| 19 novembre 2000 - ore 15:00 PalaDennerlein, Napoli | Modena       | 3 - 1 | Palermo      | 21-25, 25-19, 25-16, 25-16        |
| 19 novembre 2000 - ore 15:00 PalaDennerlein, Napoli | Centro Ester | 3 - 1 | Spezzano     | 25-23, 25-21, 13-25, 28-26        |

##### Classifica
| Pos. | Squadra      | Pt | G | V | P | SV | SP | Ratio | PF  | PS  | Ratio |
| ---- | ------------ | -- | - | - | - | -- | -- | ----- | --- | --- | ----- |
| 1.   | Modena       | 9  | 3 | 3 | 0 | 9  | 2  | 4.500 | 268 | 207 | 1.294 |
| 2.   | Centro Ester | 5  | 3 | 2 | 1 | 7  | 6  | 1.166 | 279 | 295 | 0.945 |
| 3.   | Spezzano     | 2  | 3 | 1 | 2 | 4  | 8  | 0.500 | 248 | 271 | 0.915 |
| 4.   | Palermo      | 2  | 3 | 0 | 3 | 5  | 9  | 0.555 | 284 | 306 | 0.928 |

#### Girone C

##### Risultati
| 17 novembre 2000 - ore 17:30 PalaEvangelisti, Perugia | Bergamo         | 3 - 0 | Romanelli       | 25-14, 25-22, 25-23               |
| 17 novembre 2000 - ore 17:30 PalaEvangelisti, Perugia | Sirio Perugia   | 3 - 0 | Olimpia Ravenna | 30-28, 25-21, 25-17               |
| 18 novembre 2000 - ore 17:30 PalaEvangelisti, Perugia | Olimpia Ravenna | 3 - 1 | Romanelli       | 22-25, 25-20, 25-18, 25-21        |
| 18 novembre 2000 - ore 20:30 PalaNorda, Bergamo       | Bergamo         | 3 - 2 | Sirio Perugia   | 23-25, 25-18, 25-15, 22-25, 15-13 |
| 19 novembre 2000 - ore 15:00 PalaEvangelisti, Perugia | Bergamo         | 3 - 1 | Olimpia Ravenna | 23-25, 28-26, 25-19, 25-19        |
| 19 novembre 2000 - ore 15:00 PalaEvangelisti, Perugia | Sirio Perugia   | 3 - 0 | Romanelli       | 25-21, 25-22, 25-21               |

##### Classifica
| Pos. | Squadra         | Pt | G | V | P | SV | SP | Ratio | PF  | PS  | Ratio |
| ---- | --------------- | -- | - | - | - | -- | -- | ----- | --- | --- | ----- |
| 1.   | Bergamo         | 8  | 3 | 3 | 0 | 9  | 3  | 3.000 | 286 | 244 | 1.172 |
| 2.   | Sirio Perugia   | 7  | 3 | 2 | 1 | 8  | 3  | 2.666 | 251 | 240 | 1.045 |
| 3.   | Olimpia Ravenna | 3  | 3 | 1 | 2 | 4  | 7  | 0.571 | 252 | 265 | 0.950 |
| 4.   | Romanelli       | 0  | 3 | 0 | 3 | 1  | 9  | 0.111 | 207 | 247 | 0.838 |

#### Quarti di finale
| 26 gennaio 2001 - ore 17:00 PalaSanCarlo, Marsala | Centro Ester  | 0 - 3 | Modena | 20-25, 22-25, 18-25 |
| 26 gennaio 2001 - ore 20:00 PalaSanCarlo, Marsala | Sirio Perugia | 3 - 0 | Imola  | 25-21, 30-28, 25-16 |

#### Semifinali
| 27 gennaio 2001 - ore 18:30 PalaSanCarlo, Marsala | Virtus Reggio Calabria | 3 - 1 | Modena        | 25-21, 17-25, 25-21, 25-23 |
| 27 gennaio 2001 - ore 15:30 PalaSanCarlo, Marsala | Bergamo                | 3 - 0 | Sirio Perugia | 25-16, 25-21, 25-22        |

#### Finale 3º posto
| 28 gennaio 2001 - ore 15:30 PalaSanCarlo, Marsala | Sirio Perugia | 3 - 0 | Modena | 25-14, 25-20, 25-19 |

#### Finale
| 28 gennaio 2001 - ore 18:30 PalaSanCarlo, Marsala | Virtus Reggio Calabria | 3 - 2 | Bergamo | 19-25, 25-21, 20-25, 25-14, 20-18 |